# 红外线望远镜

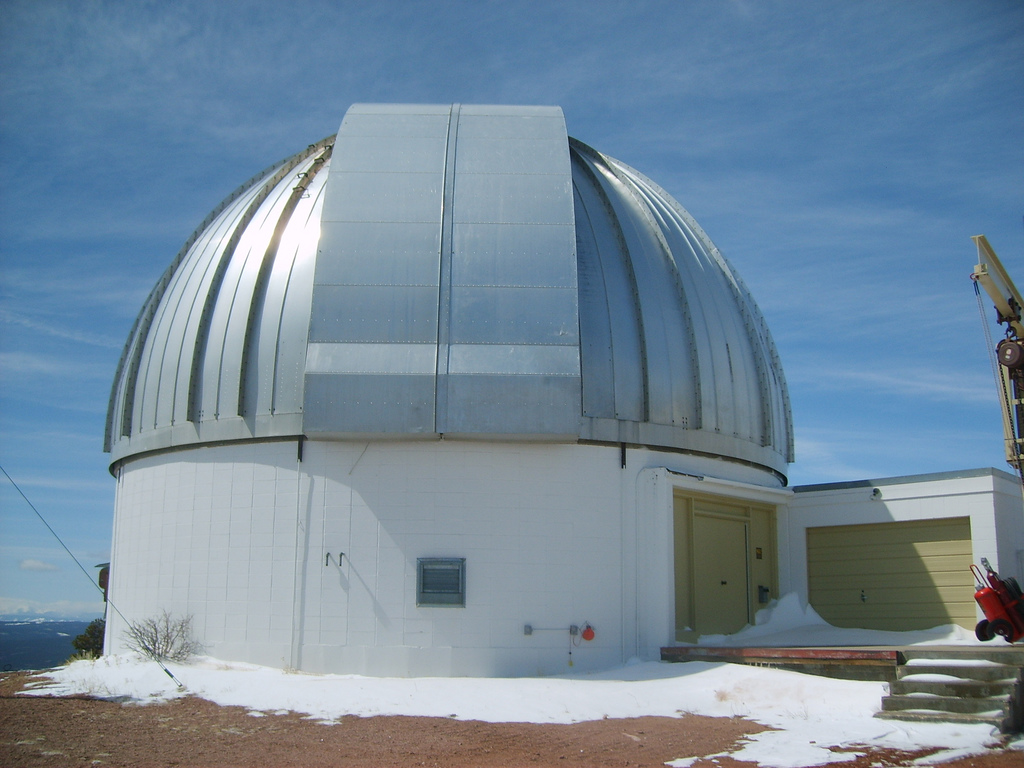
怀俄明州的红外天文台

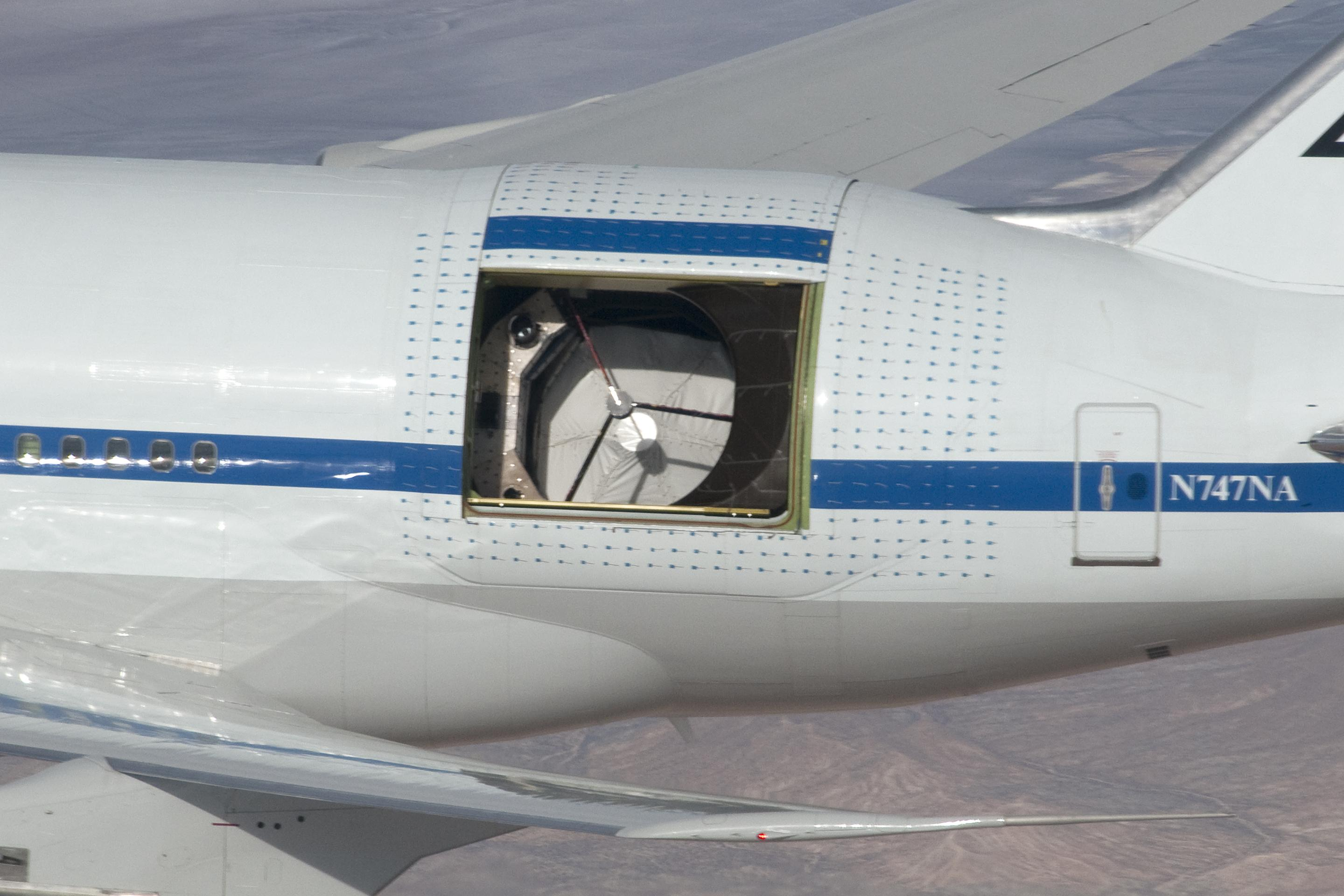
索菲亚是飞机上的红外线望远镜，可以进行高空观测

紅外線望遠鏡（英語：Infrared telescope）是透過红外波段電磁波观测宇宙天體的望遠鏡。红外线是指電磁波譜中波长长于可见光且短于无线电波的辐射。
所有温度在绝对零度之上的天体都会发出某些形式的电磁辐射。为了研究宇宙，科学家使用多種不同类型的望远镜来探测电磁波谱中的这些不同种类的发射辐射。其中包括观测伽马射线、X射线、紫外线、无线电波和常规的可见光的望远镜，以及红外线望远镜。

## 主要发现
有几个关键的发展导致了红外线望远镜的发明：
- 在1800年，威廉·赫歇爾发现了红外线辐射。
- 1878年，塞缪尔·兰利发明了第一个辐射热测量计。这是一个非常灵敏的仪器，可以利用电检测到红外光谱里的温度的令人难以置信的微小变化。
- 托马斯·爱迪生发明了一种微压计作为替代技术，在1878年7月29日的日全食期间测量太阳日冕的热辐射。
- 在1950年代，科学家们使用硫化铅探测器检测空间中的红外辐射。这些探测器是由液氮冷却的。
- 从1959年和1961年，哈罗德·约翰逊发明了近红外光度計，这使得科学家能用来测量成千上万的星体。
- 1961年，弗兰克洛（英语：Frank Low）发明了第一个锗辐射热测量计。这个采用了液氦冷却的发明，开辟了现代红外线望远镜发展的方向。[2]

红外望远镜可以设置在地面上、由机搭载或是作为空间望远镜。它们包含了带有一个必须冷却到低温的特殊固态红外探测器的红外摄像机。
地面红外望远镜是最先被用来通过红外线来观察外层空间的，它们于1960年代中期开始逐渐流行起来。地面望远镜具有局限性，因为水蒸气在大气层中会吸收红外线辐射。地面红外望远镜往往位于高海拔山脉和非常干燥的气候中以获得较好的可见度。
在1960年代，科学家们使用气球将红外望远镜升到高空。通过这些气球，它们能够达到约40公里高的地方。在1967年，红外望远镜被安置在火箭上。这些是第一批被设置在大气层或空间中的红外望远镜。一个最近的机载红外望远镜实例是美国航空航天局的同溫層紅外線天文台(SOFIA)，美国科学家和德国航空航天中心科学家合作把一个17吨重的红外望远镜放到了波音747喷气飞机上，于2010年开始在平流层进行观测。 SOFIA于2022年退役。
把红外线望远镜放在太空中能完全消除地球大气层的干扰。一个最有意义的红外望远镜项目是于1983年推出的紅外線天文衛星(IRAS)，它同时揭示了有关于其他星系以及银河系中心的信息。目前在轨的空间红外望远镜包括美国航空航天局的詹姆斯韦伯太空望远镜和欧洲空间局的欧几里得太空望远镜。

## 望远镜比较

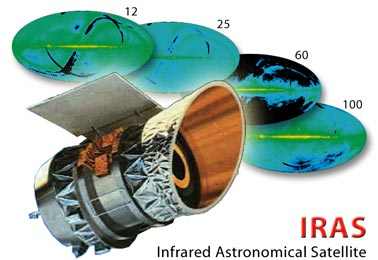

可见光的波长在0.4 微米至0.7 微米，而0.75 微米至1000 微米(1 毫米)是红外天文学、遠紅外線天文學以及亚毫米波天文学研究的典型波长范围。
| 选定的红外空间望远镜   |          |            |
| 名称                   | 发射年份 | 波长       |
| 紅外線天文衛星         | 1983年   | 5-100μm    |
| 紅外線太空天文台       | 1996年   | 2.5–240μm  |
| 史匹哲太空望遠鏡       | 2003年   | 3-180μm    |
| AKARI                  | 2006年   | 2-200μm    |
| 赫雪爾太空望遠鏡       | 2009年   | 55-672μm   |
| 廣域紅外線巡天探測衛星 | 2010年   | 3-25μm     |
| 詹姆斯·韦伯太空望远镜  | 2021年   | 0.6–28.5μm |

## 著名的红外线望远镜

### 地面
- 美国宇航局红外望远镜设施 ，1979年–
- 戈尔内格拉特红外望远镜，1979年-2005年
- 紅外光學望遠鏡陣列，1988年-2006年
- 联合王国红外望远镜，1979年–
- 懷俄明州紅外天文台，1977年 -

### 機載
- 柯伊伯機載天文台(KAO), 1974年-1995年
- 同溫層紅外線天文台(SOFIA), 2010年-2022年

### 太空
- 紅外線天文衛星(IRAS)，1983年
- 史匹哲太空望遠鏡，2003年-2020年
- 赫雪爾太空望遠鏡，2009年-2013年
- 廣域紅外線巡天探測衛星(WISE)，2009年-2024年
- 詹姆斯·韋伯太空望遠鏡(JWST)，2021年-
- 羅曼太空望遠鏡( RST )，計畫進行中
- 歐幾里得太空望遠鏡，2023年-